# Bemidji Airlines
Bemidji Airlines (Bemidji Aviation Services Inc) (mã IATA = CH, mã ICAO = BMJ) là hãng hàng không của Hoa Kỳ, trụ sở ở Bemidji, Minnesota. Hãng chở hàng hóa trong nước và chở khách thuê bao, máy bay taxi. Căn cứ chính của hãng ở Sân bay Bemidji, với căn cứ khác ở Sân bay quốc tế Minneapolis-Saint Paul.

## Lịch sử
Hãng được thành lập năm 1946 và bắt đầu hoạt động từ năm 1947. Sau khi các chủ nhân hiện nay mua hãng vào năm 1970, hãng sử dụng 4 máy bay Cessna 150 chủ yếu bay tuần tra hỏa hoạn và chở khách thuê bao. Từ năm 1991, hãng tập trung vào việc chở hàng hóa. Hãng hiện có 55 nhân viên.

## Các nơi đến
Bemidji Airlines vận chuyển hàng hóa trong tiểu bang Minnesota, Bắc Dakota và Wisconsin, cũng như bay thuê bao, máy bay taxi trong nước và Canada.

## Đội máy bay
(Tháng 3/2007):
- 2 Raytheon Beech 99
- 2 Raytheon Beech 99A
- 6 Raytheon Beech C99

Các máy bay ngưng hoạt động (tháng 9/2005):
- 15 Raytheon Beech Queen Air Excalibur
- 1 Raytheon Beech King Air E90
- 2 Raytheon Beech Baron 58